# Recola de Fumaç
Recola de Fumaç (en francès Recoules-de-Fumas) és un municipi francès situat al departament del Losera i a la regió d'Occitània.